# Середа Петро Терентійович
Петро Терентійович Середа (16 травня 1888 — † ?) — підполковник Армії УНР.

## Біографія
Народився у м. Верхньодніпровськ Катеринославської губернії.
На військовій службі з 1908 р. Закінчив Іркутське військове училище (1912). Останнє звання у російській армії — штабс-капітан. Під час Першої світової війни потрапив до австро-угорського полону.
З травня 1916 р. брав участь у діяльності українського гуртка військовополонених-офіцерів. З квітня 1918 р. — командир 3-го куреня 3-го Сірожупанного полку 1-ї козацько-стрілецької дивізії, сформованої австро-угорським командуванням у таборах військовополонених-українців. У вересні 1918 р. був усунутий з посади за протигетьманську агітацію.
З грудня 1918 р. — помічник командира Вінницького полку військ Директорії. З березня 1919 р. — помічник командира 2-го окремого учбового куреня Дієвої армії УНР. З червня 1919 р. — командир 1-го Подільського полку Коша охорони Республіканського ладу УНР.
З березня 1920 р. — помічник командира запасного куреня при 4-й бригаді Армії УНР.
З 15 травня 1920 р. — командир 7-го куреня 3-ї запасної бригади Армії УНР. З 18 серпня 1920 р. — завідувач господарства 7-го запасного збірного куреня Армії УНР.
З 10 листопада 1920 р. — командир 3-го кулеметного куреня 2-ї бригади 1-ї Кулеметної дивізії Армії УНР, на чолі якого 11 листопада 1920 р. був інтернований у Румунії.
З 1922 р. до 1940 р. очолював українську громаду у місті Джурджу.
Подальша доля невідома.